# Паплинці
Паплинці — село в Україні, у Старосинявській селищній громаді Хмельницького району Хмельницької області. Населення становить 927 осіб. До 2015 року орган місцевого самоврядування Паплинецька сільська рада.

## Географія
Розташовані на річці Домасі, за 8 км від адміністративного центру громади Стара Синява і за 5 км від залізничної станції Адампіль.

## Історія
Факти історії свідчать, що племена, які населяли теперешні західноукраїнські землі у 6—8 столітті, захищаючись від набігів гунів та обрів (завойовників з північного Кавказу) будували укріплення, у яких, як відомо, завжди будувались підземні виходи для екстреного рятування під час ворожого нападу чи облоги. Підтверженням більш раннього заснування села також свідчать результати розкопок Болохівських поселень, що були розорені Данилом Галицьким за зраду саме напередодні монгольської навали в середині 13 століття. До сьогодні залишились в первісному вигляді підземні ходи в селі Теліженці. Вони були збудовані задовго до нападу азійських племен.
У 18 ст. за особливі заслуги перед царицею Катериною II село отримав козак Паплюга, на честь якого воно і отримало теперішню назву. У той час не існувало чіткого плану забудови, а тому вулиці формувались паралельно русла річки Домаха та на схилах численних приток. Центральна, горбиста частина населеного пункту ховає у собі таємницю так званих «турецьких льохів», які час від часу провалюються у найнеочікуваніших місцях. Можна припустити, що густа сітка підземних ходів сходиться там, де колись, ймовірно, був збудований земляно-дерев'яний дитинець.
7 (20) листопада 1917 року, відповідно до Третього Універсалу Української Центральної Ради, увійшло до складу Української Народної Республіки.
До 1920 року в селі працював спиртовий завод, який було зруйновано під час польсько-української війни, і від якого залишився лише кам'яний стовп. 1929 року, під час примусової колективізації, було створено колгосп «Червоний маяк». Паплинці дуже постраждали під час Голодомору 1932—33 рр. В селі загинуло 76 осіб.
У роки війни загинуло понад 300 жителів села, яких увіковічнено у монументі «Мати, що сумує». У грудні 1941 року було знищено єдину єврейську родину, яка мешкала по вулиці Загребля. У 50—60 роках почалась відбудова села. За цей час збудовано сучасний Будинок культури, нове приміщення дитячого садочка, через село пролягла дорога з твердим покриттям, виросли нові корпуси тваринницьких ферм та машино-тракторного стану. З встановленням автономного генератора розпочалася електрифікація виробництва. Повністю село отримало струм лише 1968 року. У 1958 році за наказом партійних діячів зруйновано старовинну дерев'яну церкву.
12 червня 2020 року, відповідно до розпорядження Кабінету Міністрів України № 727-р «Про визначення адміністративних центрів та затвердження територій територіальних громад Хмельницької області», увійшло до складу Старосинявської селищної громади.
19 липня 2020 року, в результаті адміністративно-територіальної реформи та ліквідації Старосинявського району, село увійшло до складу новоутвореного Хмельницького району.

## Демографія

### Мова
Розподіл населення за рідною мовою за даними перепису 2001 року:
| Мова       | Кількість | Відсоток |
| ---------- | --------- | -------- |
| українська | 924       | 99.68%   |
| російська  | 3         | 0.32%    |
| Усього     | 927       | 100%     |